# Jonathan Álvez
Jonathan Daniel Álvez Sagar (Vichadero, 31 de maio de 1988), é um futebolista uruguaio que atua como centroavante. Atualmente defende o Brasiliense.

## Carreira

### Primeiros anos
Jonathan Álvez surgiu na base do River Plate do Uruguai, passando por clubes menores do país como Boston River e Fortalecimento. 

### Torque
Posteriormente, ele jogou no Torque, clube da terceira divisão uruguaia, ganhando o título em 2012,  marcando 17 gols quando sua equipe perdeu uma promoção consecutiva nos play-offs.

### Danubio
Desde então, Álvez foi emprestado ao Danubio. Em 14 de setembro, ele marcou seu primeiro gol na categoria, marcando o primeiro em uma vitória por 2x0 em casa contra o Nacional. Além disso, teve seu maior destaque: além de artilheiro e melhor atacante da competição, ajudou na conquista do título uruguaio.

### Vitória de Guimarães
Em seguida, teve sua primeira experiência européia jogando pelo Vitória de Guimarães, de Portugal. Sua estreia foi no dia 30 de agosto de 2014, quando substituiu Tomané na vitória por 3x0 fora de casa contra o Belenenses. Anotou cinco gols pelo clube e levou o time ao quinto lugar do campeonato português.

### Liga de Quito
Após isso, Álvez jogou na LDU por um semestre. Lá marcou 10 gols em 23 jogos, já que ficou em segundo depois de perder para o Emelec.

### Barcelona de Guayaquil
Finalmente, em 5 de fevereiro de 2016, ele concordou em sua transferência para o Barcelona de Guayaquil, a pedido do treinador uruguaio Guillermo Almada. Ele assinou um contrato em 7 de fevereiro, por quatro anos. Ele estreou com seu novo clube no dia 17 de fevereiro, foi titular contra o River Plate, marcou um gol e sua equipe ganhou por 3 a 0 pelo campeonato local.

### Junior Barranquilla e empréstimo ao Internacional
Em 2018, foi negociado com o Junior Barranquilla, mas perdeu espaço no time pra Téo Gutierrez. Em julho de 2018, foi anunciado o empréstimo de Jonathan Álvez ao Internacional. No dia 13 de agosto de 2018, marcou seu primeiro gol na vitória de 3x0 fora de casa sobre o Fluminense. No dia 26 de outubro, fez seu gol de empate contra o Vasco da Gama, ficando por 1x1. Sem renovação, Jonathan Álvez rescindiu seu contrato com o Inter, voltando ao Junior Barranquilla.

### Retorno ao Barcelona de Guayaquil
Após a saída no Internacional, assinou seu retorno ao Barcelona de Guayaquil.

## Títulos
| N° | Título                           | Clube     | País    | Ano     |
| -- | -------------------------------- | --------- | ------- | ------- |
| 1  | Campeonato Uruguaio - 3ª Divisão | Torque    | Uruguai | 2011/12 |
| 2  | Campeonato Uruguaio - 1ª Divisão | Danubio   | Uruguai | 2013/14 |
| 3  | Campeonato Equatoriano - Série A | Barcelona | Equador | 2016    |